# Гмурецови
Гмурецовите или гмурцови (Podicipedidae) са семейство средноголеми животни от клас Птици (Aves), единствени представители на разред Гмурецоподобни (Podicipediformes).
То включва 6 рода с 22 вида гмуркащи се водни птици. Те обитават главно сладководни водоеми, но някои видове посещават и морски басейни при зимните си миграции. Размерите им варират от 120 g маса и 23,5 cm дължина при Tachybaptus dominicus до 1,7 kg маса и 71 cm дължина при магелановия гмурец (Podiceps major).

## Родове
Семейство Гмурецови включва следните шест рода:
- Aechmophorus
- Podiceps – Гмурци
- Podilymbus
- Poliocephalus
- Rollandia
- Tachybaptus – Малки гмурци